# ADPホスホグリセリン酸ホスファターゼ
ADPホスホグリセリン酸ホスファターゼ(ADP-phosphoglycerate phosphatase、EC 3.1.3.28)は、以下の化学反応を触媒する酵素である。
3-(ADP)-2-ホスホグリセリン酸 + 水{\displaystyle \rightleftharpoons }3-(ADP)-グリセリン酸 + リン酸
従って、この酵素の基質は3-(ADP)-2-ホスホグリセリン酸と水の2つ、生成物は3-(ADP)-グリセリン酸とリン酸の2つである。
この酵素は加水分解酵素に分類され、特にリン酸モノエステル結合に作用する。系統名は、3-(ADP)-2-ホスホグリセリン酸 ホスホヒドロラーゼ(3-(ADP)-2-phosphoglycerate phosphohydrolase)である。